# SCSI

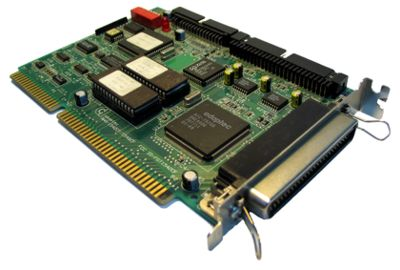
Kontroler SCSI-2 ze złączami 50-pin na karcie rozszerzeń z interfejsem ISA

SCSI (ˈskʌzi, skrót z ang. Small Computer Systems Interface) – równoległa magistrala danych przeznaczona do przesyłania danych między urządzeniami.
System SCSI do niedawna był powszechnie wykorzystywany głównie w wysokiej klasy serwerach i stacjach roboczych. Obecnie jest on stopniowo wypierany przez nowszy interfejs SAS. Tańsze komputery domowe wykorzystują przeważnie standard Serial ATA III, który i tak jest szybszy od SCSI (wcześniej najpowszechniejszy był standard ATA/IDE).

## Właściwości
Wszystkie urządzenia podłączone do magistrali są równorzędne, każde z nich może pełnić rolę zarówno inicjatora (rozpoczynać operację), jak i celu (wykonywać operację zleconą przez inicjatora). Niektóre urządzenia potrafią pełnić tylko jedną z ról.

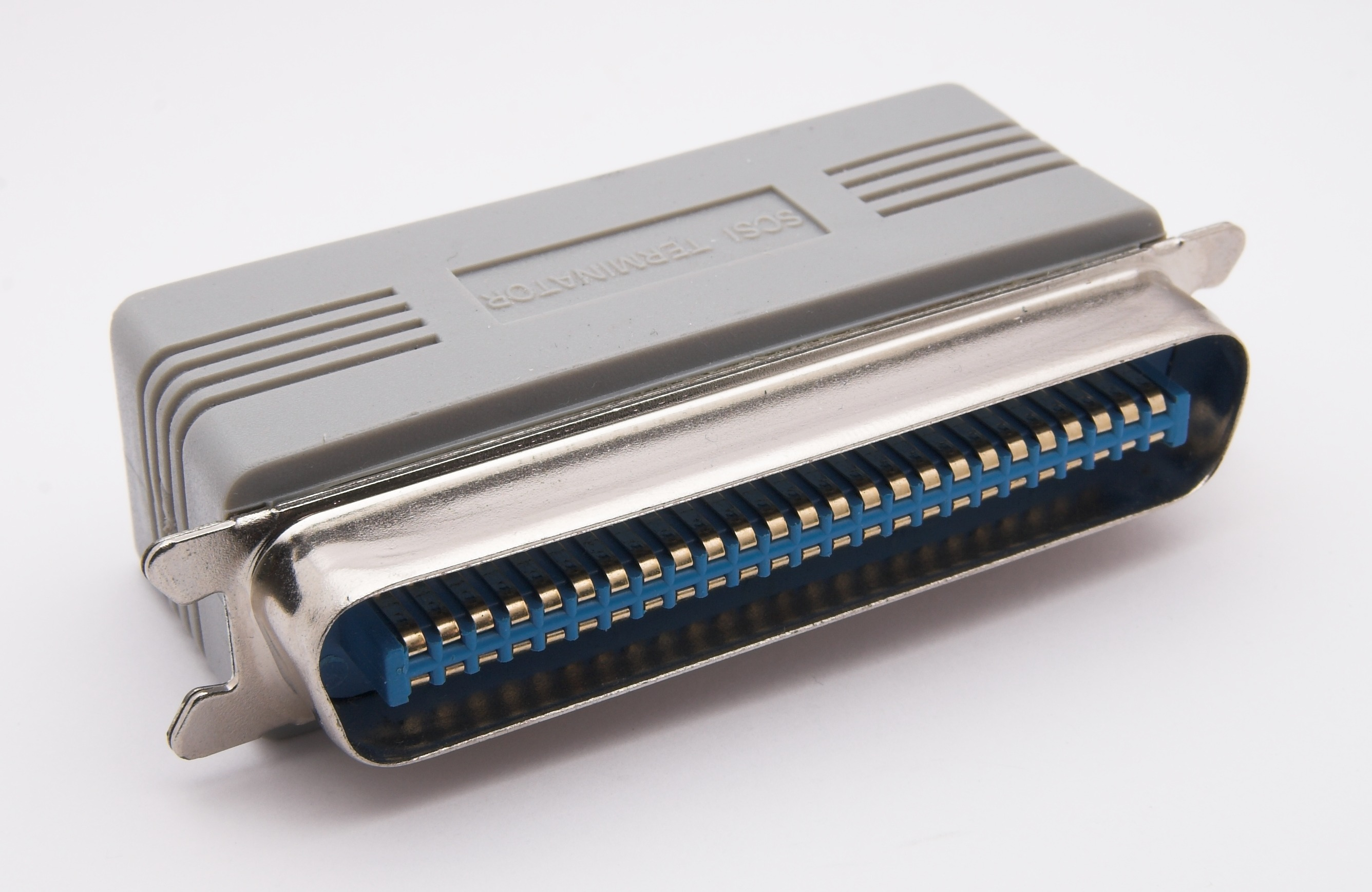
Terminator magistrali SCSI

Elektryczna budowa magistrali SCSI wymaga zakończenia jej specjalnym terminatorem.
Każde z urządzeń podłączonych do magistrali SCSI posiada unikatowy w obrębie magistrali adres – identyfikator (ang. SCSI ID). Pierwotnie do adresowania urządzeń wykorzystywane były trzy bity magistrali, co pozwalało na połączenie ze sobą maksymalnie 8 urządzeń. W chwili, gdy magistrala danych rozrosła się do szerokości 16 bitów, została również rozszerzona do 4 bitów część adresująca urządzenia. Identyfikator pełni również rolę priorytetu przy rozstrzyganiu próby jednoczesnego dostępu więcej niż jednego urządzenia do magistrali. Zwyczajowo kontroler posługuje się identyfikatorem 7. W obrębie jednego identyfikatora istnieją również tzw. LUN (ang. Logical Unit Number) identyfikujące tzw. urządzenie logiczne na jakie może być podzielone urządzenie fizyczne SCSI. Przykładem takiego urządzenia mogą być zmieniarki płyt CD, w których poszczególne elementy składowe (magazynki, czytniki) mogą być identyfikowane przy pomocy LUN.
W znakomitej większości konfiguracji do magistrali poprzez kontroler podłączony jest jeden komputer oraz urządzenia pamięci masowej (dyski twarde oraz napędy taśmowe). Spotykane są też inne urządzenia, np. skanery, drukarki, nagrywarki.
Magistrala SCSI pozwala na podłączenie dysku do więcej niż jednego komputera (tzw. układ V). Możliwe jest również przesyłanie danych bezpośrednio pomiędzy urządzeniami bez ingerencji komputera (np. wykonanie kopii macierzy dyskowej na taśmie magnetycznej).

## Parametry
Magistralę SCSI można podzielić ze względu na kilka kryteriów:
- sposób transmisji:
  - asynchroniczny
  - synchroniczny
- prędkość transmisji
  - 5 MB/s
  - 10 MB/s
  - 20 MB/s
  - 40 MB/s
  - 80 MB/s
  - 160 MB/s
  - 320 MB/s
  - 640 MB/s
- szerokość magistrali
  - 8 bitów
  - 16 bitów
- parametry elektryczne
  - sterowanie napięciowe (Single Ended) oznaczane jako SE
  - sterowanie różnicowe (Differential lub High Voltage Differential) – HVD (5,0 V, długość kabla w zależności od wersji do 25 m)
  - sterowanie różnicowe niskonapięciowe (Low Voltage Differential) – LVD (3,3 V, długość kabla do 12 m)

Uwaga: wersja Differental (HVD) jest elektrycznie niekompatybilna z pozostałymi wersjami – podłączenie urządzenia HVD do innych urządzeń skutkuje ich zniszczeniem. Ze względu na jednakowe wtyki takie pomyłki były możliwe.

## Odmiany SCSI
- SCSI-1: pierwsza wersja standardu. Pozwalała na transfer z prędkością 5 MB/s na odległość 6 m. Złącze Centronics 50-stykowe.
- SCSI-2: kolejna wersja standardu. Składa się z dwóch wariantów, zwiększających transfer do 10 (szybkie lub plain SCSI, Złącze Centronics 50-stykowe) lub 20 MB/s (szybkie szerokie SCSI, złącze 50- lub 68-stykowe) (odpowiednio Fast SCSI i Wide SCSI). Maksymalna odległość to około 3 metry.
- SCSI-3: znany jako Ultra SCSI lub, Fast 20-, prędkość transferu od 20 (50-stykowe złącze) do 40 MB/s (Ultra szerokie SCSI, 68-stykowe złącze), teoretycznie maksymalna odległość zostaje nadal 3 metry.
- SCSI-4
- Ultra2 SCSI (Fast 40-): wprowadzono technologię Low Voltage Differential, pozwalającą na zwiększenia maksymalnej odległości do ~12 m. Prędkość transferu od 40 do 80 MB/s (dla wersji Ultra2 szerokie SCSI z 68- lub 80-stykowym złączem). 60-stykowe złącze.
- Ultra3 SCSI (Ultra- 160 SCSI): maksymalny transfer 160 MB/s, dodano funkcje wspomagające wykrywanie i usuwanie przekłamań. 68- lub 80-stykowe złącze.
- Ultra4 SCSI (Ultra- 320 SCSI): maksymalny transfer 320 MB/s. 68- lub 80-stykowe złącze.
- Ultra 640 SCSI: maksymalny transfer 640 MB/s.

## Systemy komputerowe
Do systemów komputerowych opartych natywnie na SCSI zaliczyć można:
- firma Apple:
  - Macintosh
- firma IBM
  - RS/6000
- firma Atari:
  - Atari TT
  - Atari Falcon
  - MEGA STE
  - Atari ST posiadało ACSI
- firma Commodore:
  - Amiga 3000 (WD 33C93 SCSI controller)
  - Amiga 3000T (WD 33C93 SCSI controller)
  - Amiga 4000T (Fast SCSI 2 host adaptor – NCR 53710)

Uwaga: ww. nie oznacza, że SCSI było stosowane tylko w tych systemach. SCSI było popularnym rozwiązaniem w serwerach klasy PC (Novell Netware, MS Windows NT, MS LAN Manager, OS/2), a także wszędzie tam, gdzie występowała potrzeba przyłączenia napędów taśmowych, skanerów itp. urządzeń wyposażonych w ten interfejs.